# Muilbroeders

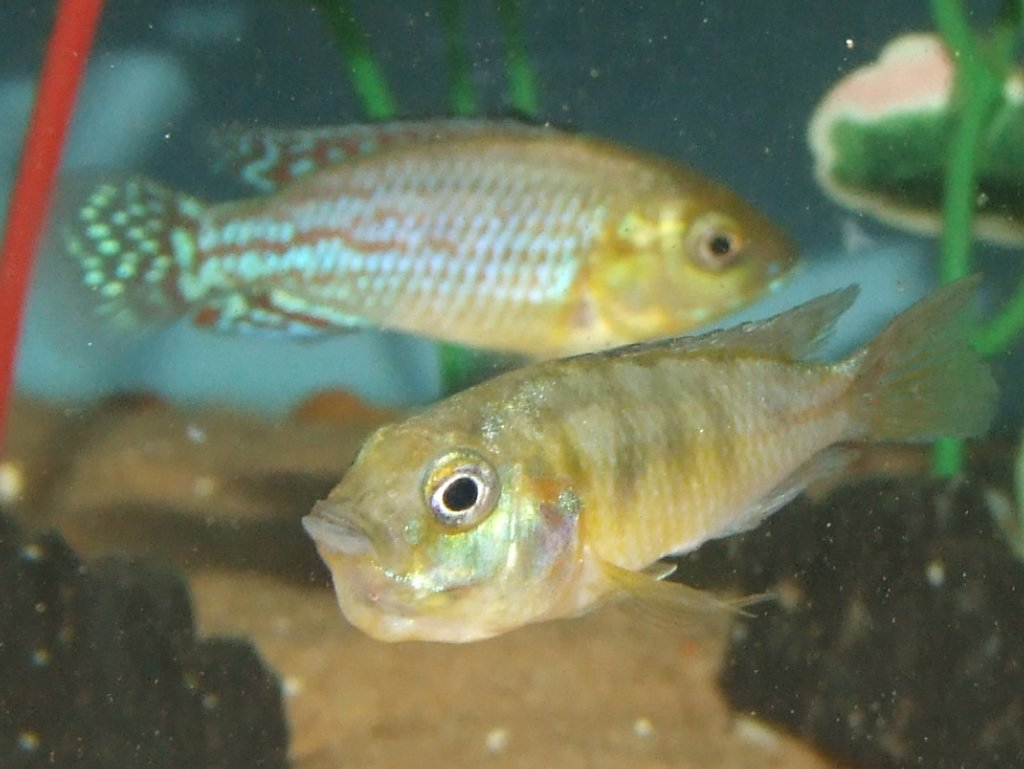
Pseudocrenilabrus nicholsi.
Muilbroedende cichliden met jongen in de keelzak.

Muilbroeders zijn vissen waarbij de ouders de bevruchte eitjes in hun muil verder uitbroeden. Soms heeft het vrouwtje deze taak (moedermuilbroeders), soms het mannetje (vadermuilbroeders), soms beide partners (oudermuilbroeders). Bij sommige soorten krijgen de ouders daarom een kenmerkende onderkin. De eitjes groeien uit tot complete visjes met een eizak. Als de jongen groot genoeg zijn om op zichzelf te kunnen overleven is de eizak meestal "opgebruikt" en zal de ouder ze uitspugen. Bij mbuna-soorten (moedermuilbroeders uit de familie van de cichliden) eindigt dan de broedzorg; de moeder laat haar jongen verder aan hun lot over. Bij andere soorten gaat de broedzorg nog iets verder en zal de ouder de jongen bij dreigend gevaar weer in haar bek nemen. Dit uiteraard zolang dat lukt.
Voorbeelden van families van muilbroeders onder de vissen:
- Kardinaalbaarzen (Apogonidae): Allemaal vadermuilbroeders
- Christusvissen (Ariidae): Allemaal vadermuilbroeders
- Cichliden (Cichlidae): Een heleboel soorten zijn moedermuilbroeders. Soms ook vadermuilbroeders en een enkele soort is oudermuilbroeder.
- Snotolven (Cyclopteridae): Een paar soorten zijn vadermuilbroeders
- Echte goerami's (Osphronemidae): Een paar soorten zijn vadermuilbroeders
- Arowana's (Osteoglossidae): Allemaal vadermuilbroeders

Er zijn ook amfibieën die dit trucje kennen, zoals de kikkers uit de familie bekbroeders (Rhinodermatidae). Bij deze kikkers ontwikkelen de kikkervisjes zich in de bek. Hierdoor hebben ze geen waterbron meer nodig en kunnen ze overleven in gebieden zonder oppervlaktewater. Er zijn ook kikkers bekend die de eitjes doorslikten en ze in de maag uitbroedden; de maagbroeders, maar deze soorten zijn uitgestorven. Van krokodilachtigen is bekend dat de vrouwtjes de jongen in hun bek nemen en naar het water brengen, wat lijkt op het gedrag van een moedermuilbroeder.